# Zmarzła Siklawa
Zmarzła Siklawa (niem. Gefrorener Wasserfall, słow. Zmrzlý vodopád, węg. Fagyott-vízesés) – wodospad w Dolinie Ciężkiej w słowackiej części Tatr Wysokich. Znajduje się nieco na północny wschód od Zmarzłego Stawu pod Wysoką, a tworzą go wody Ciężkiego Potoku opadającego z progu Doliny Ciężkiej podchodzącego pod Zmarzły Staw pod Wysoką. W starszych przewodnikach jego wysokość określana jako niewielka, Zmarzła Siklawa ma w rzeczywistości 65 metrów wysokości i jest jednym z wyższych wodospadów tatrzańskich. Ma budowę kaskadową. Górna część jest niewysoka i pojedyncza. Niżej wody spadają z wysokości około 20 metrów dwiema żyłami. Najniższa część wodospadu jest znów niepodzielona i najwyższa – około 40 metrów wysokości. Do Zmarzłej Siklawy nie prowadzą żadne znakowane szlaki turystyczne.
Autorem nazwy wodospadu jest Władysław Cywiński. Polskie i słowackie nazewnictwo Zmarzłej Siklawy pochodzi od Zmarzłego Stawu pod Wysoką. Niemiecka i węgierska nazwa jest najprawdopodobniej kalką nazewnictwa polskiego i słowackiego, jednak nazwy te nie pochodzą bezpośrednio od Zmarzłego Stawu pod Wysoką.